# Джейк Ґалеа
Джейк Ґалеа (мальт. Jake Galea, нар. 15 квітня 1996) — мальтійський футболіст, воротар клубу «Валетта».

## Клубна кар'єра
У дорослому футболі дебютував 2015 року виступами за команду «Сент Ендрюс», у якій провів два сезони, взявши участь у 47 матчах чемпіонату. Більшість часу, проведеного у складі «Сент Ендрюса», був основним голкіпером команди.
Протягом 2017—2018 років захищав кольори клубу «Хамрун Спартанс».
Своєю грою за останню команду привернув увагу представників тренерського штабу клубу «Сліма Вондерерс», до складу якого приєднався 2018 року. Відіграв за мальтійський клуб наступні три сезони своєї ігрової кар'єри.
Протягом 2021—2022 років захищав кольори клубу «Бальцан».
У 2022 році уклав контракт з клубом «Етцелла», у складі якого провів наступний рік своєї кар'єри гравця. 
До складу клубу «Валетта» приєднався 2023 року. Станом на 28 жовтня 2023 року відіграв за мальтійський клуб 5 матчів в національному чемпіонаті.

## Виступи за збірну
У 2020 році дебютував в офіційних матчах у складі національної збірної Мальти.
| Дата       | Місто   | Господарі | Результат | Гості       | Турнір            | Голи | Примітки |
| ---------- | ------- | --------- | --------- | ----------- | ----------------- | ---- | -------- |
| 7-10-2020  | Та-Калі | Мальта    | 2 – 0     | Гібралтар   | товариський матч  | -    |          |
| 11-11-2020 | Та-Калі | Мальта    | 3 – 0     | Ліхтенштейн | товариський матч  | -    |          |
| 11-10-2021 | Ларнака | Кіпр      | 2 – 2     | Мальта      | Відбір до ЧС 2022 | -    | 82'      |
| 1-6-2022   | Та-Калі | Мальта    | 0 – 1     | Венесуела   | товариський матч  | -1   |          |
| Усього     |         | Матчів    | 4         |             | Голів             | '    |          |